# Liste der Naturdenkmale in Stollberg/Erzgeb.
Die Liste der Naturdenkmale in Stollberg/Erzgeb. nennt die Naturdenkmale in Stollberg/Erzgeb. im sächsischen Erzgebirgskreis.

## Definition
„Naturdenkmäler sind rechtsverbindlich festgesetzte Einzelschöpfungen der Natur oder entsprechende Flächen bis zu fünf Hektar, deren besonderer Schutz erforderlich ist
1. aus wissenschaftlichen, naturgeschichtlichen oder landeskundlichen Gründen oder
2. wegen ihrer Seltenheit, Eigenart oder Schönheit.“

„§ 18 – Naturdenkmäler – (zu § 28 BNatSchG)
(1) Die Erklärung nach § 22 Abs. 1 BNatSchG von Teilen von Natur und Landschaft als Naturdenkmal erfolgt durch Rechtsverordnung oder Einzelanordnung.
(2) Über § 28 Abs. 1 BNatSchG hinaus können Naturdenkmäler zur Sicherung von Lebensgemeinschaften oder Lebensstätten von im Bestand gefährdeten oder streng geschützten Arten festgesetzt werden.“

## Liste
Link zu einem Kartenansichtstool, um Koordinaten zu setzen.
| Bild                                    | Bezeichnung         | Lage                                         | Beschreibung                       | Datum                                                               | Nummer     |
| --------------------------------------- | ------------------- | -------------------------------------------- | ---------------------------------- | ------------------------------------------------------------------- | ---------- |
| mehr Fotos \| Fotos hochladen           | Teichgebiet Raum    | Raum (50° 39′ 23″ N, 12° 42′ 2,2″ O)         | Fläche: ca. 53321 m²               | Verordnung des Landratsamtes Stollberg vom 18.12.1996               | 364.23-239 |
| BW                                      | Sumpfwald           | Gablenz (50° 40′ 25,9″ N, 12° 47′ 2,3″ O)    | Fläche: ca. 17062 m²               | Beschluss des Rates des Kreises Stollberg Nr. 112/82 vom 24.06.1982 | 364.23-240 |
| mehr Fotos \| Fotos hochladen           | Widderchen-Standort | Gablenz (50° 40′ 16,5″ N, 12° 43′ 59,5″ O)   | Fläche: ca. 6579 m²                | Beschluss des Rates des Kreises Stollberg Nr. 122 vom 23.06.1988    | 364.23-241 |
| mehr Fotos \| Fotos hochladen           | Schütze-Wiese       | Mitteldorf (50° 41′ 8,9″ N, 12° 45′ 11,8″ O) | Fläche: ca. 22262 m²               | Verordnung des Landratsamtes Stollberg vom 18.12.1996               | 364.23-242 |
| BW                                      | Bärengrund          | Stollberg (50° 42′ 37,4″ N, 12° 48′ 50,1″ O) | Fläche: ca. 40543 m²               | Verordnung des Landkreises Stollberg vom 07.02.2001                 | 364.23-243 |
| mehr Fotos \| Fotos hochladen           | Schettler-Wiese     | Beutha (50° 39′ 19,5″ N, 12° 44′ 44,6″ O)    | Fläche: ca. 42196 m²               | Verordnung des Landratsamtes Stollberg vom 18.12.1996               | 364.23-244 |
| Direkt Bild zu diesem Denkmal hochladen | Rotbuche Stollberg  | Stollberg ()                                 | - Alter: ca. 35 (Stand 2004) Jahre |                                                                     | 84         |